# Tambow 1
Tambow 1 (ros: Станция Тамбов 1) – stacja kolejowa w Tambowie, w obwodzie tambowskim, w Rosji. Jest zarządzana przez rejon miczuryński Kolei Południowo-Wschodniej Kolei Rosyjskich.
Budynek stacji został zbudowany w 1868 roku, w czasach sowieckich znacznie przebudowany. Obecnie mieści się w nim poczekalnia, przechowalnia bagażu, jak również punkty sprzedaży detalicznej oraz restauracja.
Przez stację Tambow 1 kursują pociągi w takich kierunkach jak: Moskwa, Saratów, Brześć, Witebsk, Mohylew, Machaczkała, Symferopol, Adler, Ałmaty, Mangystau, Anapa, Astrachań, Murmańsk, Miczuryńsk, Petersburg, Biełgorod, Nowosybirsk, Bałakowo, Kamyszyn, Kisłowodsk.

## Linie kolejowe
- Linia Miczuryńsk – Tambow
- Linia Tambow – Rtiszczewo
- Linia Tambow – Bałaszow